# Domitila García Doménico de Coronado
García  Doménico est un nom espagnol. Le premier nom de famille, en général paternel, est García ; le second, en général maternel, souvent omis, est Doménico.
Domitila García Doménico de Coronado, c’est-à-dire : épouse Coronado, (née à Camagüey le 7 mai 1847 et morte à La Havane le 18 septembre 1937) est une écrivaine, journaliste, éditrice et professeure cubaine, considérée comme la première femme à pratiquer le journalisme dans son pays.

## Biographie
En 1859, sa famille s'installe à Manzanillo pour raisons politiques et elle commence à assister son père, Rafael García, propriétaire du journal La Antorcha. 
Après son retour à Camagüey, elle collabore avec une compatriote, l'écrivaine et journaliste Sofía Estévez, pour fonder en 1866 la revue El Céfiro, devenant ainsi pionnière en tant que femme à lancer une publication périodique à Cuba. La revue a été publiée jusqu'en novembre 1868.
À partir de 1875, Domitila García Doménico de Coronado est à la tête d'El Correo de las Damas, puis de 1875 à 1897, elle assume la direction de La Crónica Habanera.
Elle a également publié la première anthologie de femmes écrivains cubaines en 1868, intitulée Álbum poético fotográfico de escritoras cubanas (Album poétique de photos de femmes écrivains cubaines), qui comprenait la biographie d'Emelina Peyrellade Zaldívar, écrivaine et traductrice du XIXe siècle, et de Brígida Agüero (en) (1837-1866), poétesse de Camagüey du XIXe siècle.

## Crédit d'auteurs
- (en) Cet article est partiellement ou en totalité issu de l’article de Wikipédia en anglais intitulé « Domitila García de Coronado » (voir la liste des auteurs).